# 約翰遜 (特拉華州)
約翰遜（英語：Johnson）是位於美國特拉華州蘇塞克斯縣的一個非建制地區。該地的面積和人口皆未知。

## 地理
約翰遜的座標為38°28′31″N 75°08′19″W / 38.47528°N 75.13861°W，而該地的平均海拔高度為3米（即10英尺）。